# José Manuel Pinto
José Manuel Pinto Colorado (El Puerto de Santa María, 8 november 1975) is een Spaans voormalig profvoetballer en rapper. Hij speelde als doelman.

## Carrière
Na enkele jaren bij de jeugdelftallen en het reserveteam van Real Betis debuteerde Pinto op 10 mei 1998 in de Primera División. In de wedstrijd van de Verdiblancos tegen Racing Santander kwam Pinto in het veld nadat doelman Antoni Prats met een rode kaart was weggestuurd. In 1998 werd de doelman gecontracteerd door Celta de Vigo. Aanvankelijk was Pinto reserve achter de Argentijn Pablo Cavallero, maar vanaf 2004 was de doelman eerste keus bij de Galicische club. In het seizoen 2003/2004 was hij bovendien de vaste doelman van Celta de Vigo in de UEFA Champions League-wedstrijden. In het seizoen 2005/2006 won Pinto de Trofeo Zamora voor minst gepasseerde doelman in de Primera División (28 doelpunten in 36 wedstrijden). In 2004 degradeerde hij met Celta de Vigo naar de Segunda División A, gevolgd door promotie in 2005 en opnieuw degradatie in 2007. In januari 2008 werd Pinto gecontracteerd door FC Barcelona als vervanger van Albert Jorquera, die kampte een zware knieblessure. Hij wordt tot eind juni 2008 gehuurd van Celta de Vigo voor een bedrag van een half miljoen euro. Pinto speelde op 26 april 2008 tegen Deportivo de La Coruña zijn eerste wedstrijd voor Barça. Met FC Barcelona won hij in 2009 de Spaanse landstitel, de Copa del Rey, de UEFA Champions League, de Supercopa de España, de UEFA Supercup en het wereldkampioenschap voor clubs. In 2010 werd de landstitel geprolongeerd. Nadat hij in die jaren daarop nog enkele titels won met Barcelona, werd in 2014 besloten zijn contract niet te verlengen. De oorzaak hiervan was dat Barcelona al twee doelmannen voor een aantal jaren gestrikt had: Marc-André ter Stegen en Claudio Bravo.

## Statistieken
| Seizoen   | Club          | Competitie         | Competitie | Competitie | Beker | Beker | Supercup | Supercup | Europa | Europa | Totaal | Totaal |
| Seizoen   | Club          | Competitie         | Wed.       | Dlp.       | Wed.  | Dlp.  | Wed.     | Dlp.     | Wed.   | Dlp.   | Wed.   | Dlp.   |
| --------- | ------------- | ------------------ | ---------- | ---------- | ----- | ----- | -------- | -------- | ------ | ------ | ------ | ------ |
| 1994-1995 | Real Betis B  | Segunda División B | 6          | 0          | 0     | 0     | —        | —        | —      | —      | 6      | 0      |
| 1995-1996 | Real Betis B  | Segunda División B | 19         | 0          | 0     | 0     | —        | —        | —      | —      | 19     | 0      |
| 1996-1997 | Real Betis B  | Segunda División B | 23         | 0          | 0     | 0     | —        | —        | —      | —      | 23     | 0      |
| 1997-1998 | Real Betis B  | Segunda División B | 20         | 0          | 0     | 0     | —        | —        | —      | —      | 20     | 0      |
| 1997-1998 | Real Betis    | Primera División   | 1          | 0          | 0     | 0     | —        | —        | —      | —      | 1      | 0      |
| 1998-1999 | Celta de Vigo | Primera División   | 1          | 0          | 0     | 0     | —        | —        | 0      | 0      | 1      | 0      |
| 1999-2000 | Celta de Vigo | Primera División   | 19         | 0          | 0     | 0     | —        | —        | 0      | 0      | 19     | 0      |
| 2000-2001 | Celta de Vigo | Primera División   | 18         | 0          | 0     | 0     | —        | —        | 0      | 0      | 18     | 0      |
| 2001-2002 | Celta de Vigo | Primera División   | 7          | 0          | 0     | 0     | —        | —        | 0      | 0      | 7      | 0      |
| 2002-2003 | Celta de Vigo | Primera División   | 3          | 0          | 0     | 0     | —        | —        | 0      | 0      | 3      | 0      |
| 2003-2004 | Celta de Vigo | Primera División   | 6          | 0          | 0     | 0     | —        | —        | 0      | 0      | 6      | 0      |
| 2004-2005 | Celta de Vigo | Segunda División A | 40         | 0          | 0     | 0     | —        | —        | —      | —      | 40     | 0      |
| 2005-2006 | Celta de Vigo | Primera División   | 37         | 0          | 0     | 0     | —        | —        | 0      | 0      | 37     | 0      |
| 2006-2007 | Celta de Vigo | Primera División   | 34         | 0          | 0     | 0     | —        | —        | 0      | 0      | 34     | 0      |
| 2007-2008 | Celta de Vigo | Segunda División A | 16         | 0          | 0     | 0     | —        | —        | —      | —      | 16     | 0      |
| 2007-2008 | FC Barcelona  | Primera División   | 3          | 0          | 0     | 0     | 0        | 0        | 0      | 0      | 3      | 0      |
| 2008-2009 | FC Barcelona  | Primera División   | 2          | 0          | 0     | 0     | 0        | 0        | 0      | 0      | 2      | 0      |
| 2009-2010 | FC Barcelona  | Primera División   | 1          | 0          | 4     | 0     | 0        | 0        | 0      | 0      | 5      | 0      |
| 2010-2011 | FC Barcelona  | Primera División   | 6          | 0          | 9     | 0     | 0        | 0        | 2      | 0      | 17     | 0      |
| 2011-2012 | FC Barcelona  | Primera División   | 3          | 0          | 9     | 0     | 0        | 0        | 1      | 0      | 13     | 0      |
| 2012-2013 | FC Barcelona  | Primera División   | 7          | 0          | 8     | 0     | 0        | 0        | 1      | 0      | 16     | 0      |
| 2013-2014 | FC Barcelona  | Primera División   | 13         | 0          | 9     | 0     | 0        | 0        | 4      | 0      | 26     | 0      |

## Erelijst

### Club

#### Celta de Vigo
- UEFA Intertoto Cup: 2000

#### FC Barcelona
- Primera División: 2008–09, 2009–10, 2010–11, 2012–13
- Copa del Rey: 2008–09, 2011–12; Runner-up 2010–11, 2013–14
- Supercopa: 2009, 2010, 2011, 2013; Runner-up: 2012
- UEFA Champions League: 2008–09, 2010–11
- UEFA Super Cup: 2009, 2011
- Wereldkampioenschap voetbal voor clubs: 2009, 2011

### Individueel
- Primera División: Trofeo Zamora 2005–06